# Río Juba

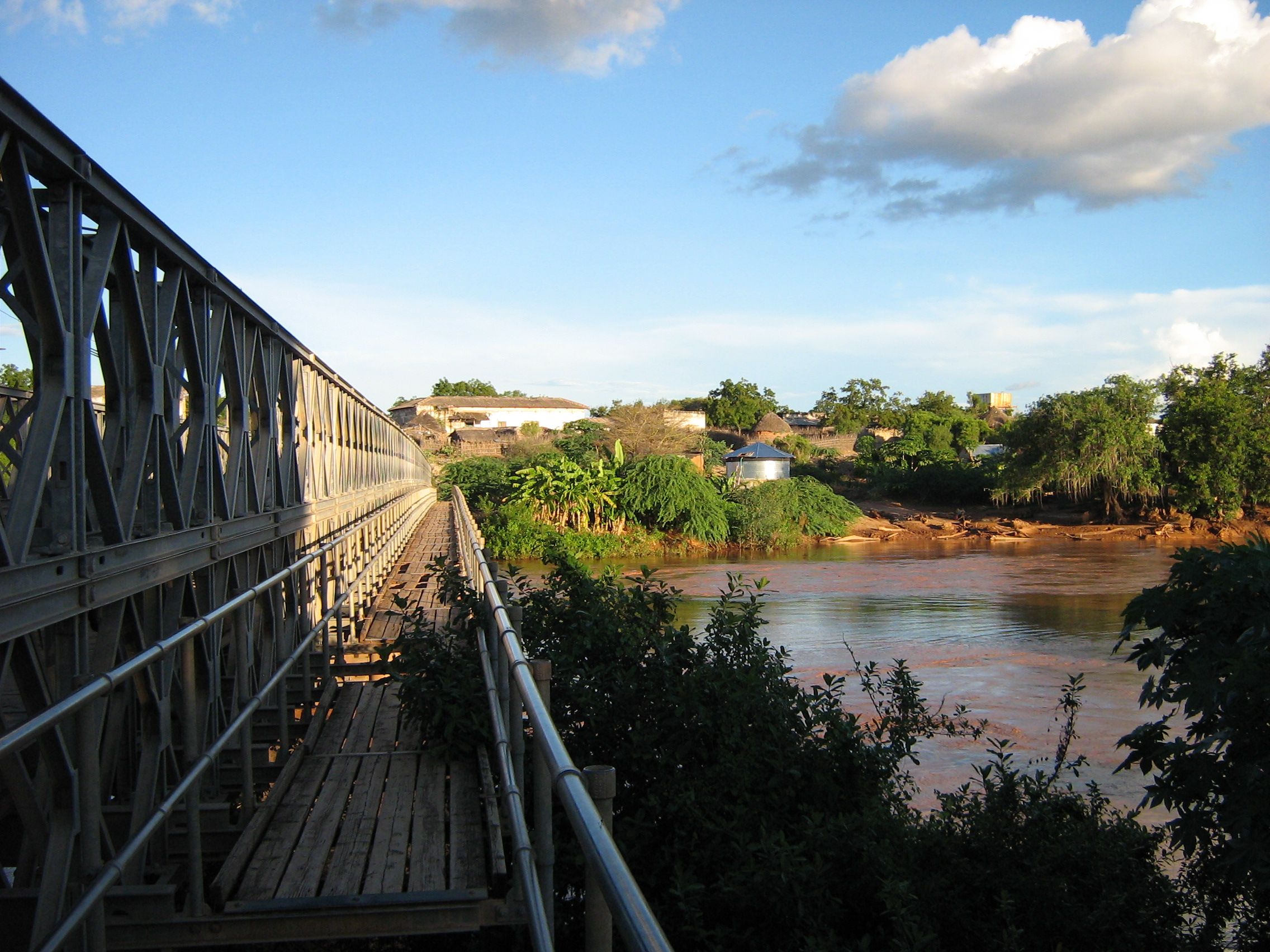
Puente sobre el río Juba en Baardheere (Somalia).

El río Juba (en somalí: Webi Jubba) es un importante río del África oriental, localizado en el sur de Somalia, que comienza en la frontera con Etiopía, en la confluencia de los ríos Dawa y Ganale Dorya o Gebele, y fluye directamente al sur hasta el océano Índico, donde desemboca en Goobweyn.
El río tiene una longitud de 1808 km y drena una cuenca de 497 655 km². En ciertos años especialmente lluviosos, el Juba puede recibir en su tramo final agua del casi siempre endorreico río Shebelle, lo que podría añadir a su cuenca 336 604 km² más. La cuenca estricta del Juba, sin considerar la parte que corresponde a su mayor afluente, el Lagh Dera, es de 221 000 km².
Los principales afluentes, además de sus fuentes de la parte alta, están en el curso bajo y son el río Lagh Dera (o Ewaso Ng'iro, de700 km), y ocasionalmente, como ya se ha dicho, el Shebelle.
La región de la cuenca hidrográfica del Juba es fundamentalmente sabana, y es la parte más rica del país debido a sus fértiles tierras de labranza. La fauna autóctona incluye jirafas, guepardos, leones, leopardos, hienas, búfalos, hipopótamos, cocodrilos, órices, gacelas, camellos, avestruces, chacales y asnos salvajes.

## Historia
La fuente más antigua de un europeo que haya visitado la región del Jubba es el informe del jesuita Jerónimo Lobo, quien, en 1624, trató de seguir el curso del Jubba en Etiopía sólo para saber que tendría que pasar a través de las tierras de nueve pueblos diferentes que «estaban continuamente en guerra unos con otros y aunque estaba casi seguro en su propias tierras no podían garantizar la seguridad de ninguna persona que diera un paso fuera de ellas», y regresó a la India portuguesa para encontrar otro camino.
Más de dos siglos pasaron hasta que en 1863 el barón Karl Klaus von der Decken remontó el curso inferior del río en un pequeño barco de vapor Welf. El barco de vapor naufragó en los rápidos situados aguas arriba de Baardheere, donde la partida fue atacada por los somalíes locales, incidente que terminó con la muerte del barón y la de otros tres miembros del grupo.
El primer europeo que exploró ampliamente y por completo el curso del río fue el explorador italiano Vittorio Bottego  asistido por el comandante de la Armada británica F.G. Dundas.  Bottego y su equipo navegaron 400 millas del río en 1891. Durante su exploración Vittorio Bottego cambió el nombre del principal afluente del Jubba —el río Ganale— por el de río Ganale Doria en honor al famoso naturalista italiano Giacomo Doria.